# 英國陸軍航空團
英國陸軍航空團（英語：Army Air Corps (United Kingdom)）是英國陸軍的一支部隊，最初成立於1942年，由英國陸軍的各支空降部隊組成，如今，英國陸軍航空團有8個團（7支正規軍部隊和1支預備役部隊）以及兩支獨立飛行隊部署在世界各地支持英國陸軍的行動。英國陸軍航空團主力位於英國、肯亞和加拿大。

## 歷史
英國陸軍在19世紀首次使用觀測氣球飛上天空。1911年，英國皇家工兵部隊航空營成為第一支英國軍用航空部隊。次年，該營擴充為英國皇家飛行隊，英國皇家飛行隊參加了第一次世界大戰，直到 1918年4月1日與皇家海軍航空兵合併，組建了英國皇家空軍。
1942年，溫斯頓·邱吉爾宣布成立英國陸軍航空團。英國陸軍航空團最初由滑翔機飛行員團和傘兵營（後來的英國陸軍傘兵團）組成。1944年3月，空降特勤團被編入英國陸軍航空團。